# Midge Ure
James "Midge" Ure, född 10 oktober 1953 i Cambuslang i South Lanarkshire, är en brittisk (skotsk) musiker som bland annat har varit sångare i Ultravox, och skrev musiken och producerade "Do They Know it's Christmas?" med Band Aid.

## Biografi

### Slik och Rich Kids
Namnet Midge är "Jim" uttalat baklänges, och kom till 1972 när han spelade i det skotska bandet Salvation med en annan bandmedlem som också kallades Jim.
Ure tillsammans med medlemmar från Salvation blev pojkbandet Slik, och med utomstående låtskrivare och studiomusiker fick de en singelhit med "Forever and Ever" som hamnade på den brittiska singellistans första plats i februari 1976. Ure säger sig ha fått ett erbjudande att gå med i det då nystartade projektet Sex Pistols, som han avböjde. Slik upplöstes kort därefter.
Ure flyttade till London och gick med i punkpopbandet Rich Kids tillsammans med den förre Sex Pistols-medlemmen Glen Matlock och trummisen Rusty Egan. Med producenten Mick Ronson spelades albumet "Ghost of Princess and Towers" in och släpptes i augusti 1978 på EMI.

### Visage och Ultravox
Rich Kids blev kortlivat då Ure köpte en synthesizer och med Egan startade han därefter studioprojektet Visage vintern 1978 tillsammans med sångaren Steve Strange. Medlemmar från gruppen Magazine samt Billy Currie från Ultravox tillkom året därpå.
Sommaren 1979 hoppade Ure in som gitarrist och ersatte Gary Moore i Thin Lizzy på en turné i bland annat Nordamerika och Japan. Samtidigt blev Ure ny sångare i Ultravox efter att John Foxx lämnat, och bandet fick ett nytt skivkontrakt med Chrysalis. Sommaren 1980 släpptes "Vienna", det första studioalbumet med Ure som sångare. Han var då samtidigt medlem i Visage och tillsammans med Billy Currie skrev de låten "Fade to Grey" som i november 1980 blev en hitsingel. I januari året därpå släpptes Ultravox "Vienna" som singel som blev tvåa på brittiska singellistan.
Ure bidrog till att ge Ultravox stora framgångar i Europa under 1980-talets första hälft och fick även en solohit i Storbritannien med en coverversion av Walker Brothers låt No Regrets 1982. Ure lämnade Visage efter arbetet med deras andra album "The Anvil" som släpptes i mars 1982.
Ure arbetade också som producent. Phil Lynott, Steve Harley och svenska Strasse var några av de artister han producerade på 1980-talet.

### Band Aid, och solokarriär
Vintern 1984 bildade han Band Aid tillsammans med initiativtagaren Bob Geldof, och Ure skrev musiken och producerade "Do They Know It's Christmas?". Ure var även initiativtagare till efterföljande Live Aid-galan 1985, där Ultravox även uppträdde. Samma år inledde Ure en solokarriär med albumet The Gift och fick en hit med låten "If I Was" som blev etta på brittiska singellistan. Efter Ultravox album "U-Vox" och efterföljande turné, lämnade han bandet för att satsa på solokarriären.
Ure medverkade därefter i välgörenhetsgalorna "Princes Trust" i London. På den andra soloskivan "Answers" som släpptes 1988, medverkade bl.a. Kate Bush i låten "Sister and Brother". Den blev dock inte en lika stor försäljningssuccé och lämnade skivbolaget Chrysalis. 
Från tredje soloskivan "Pure" som släpptes 1991 på skivbolaget Arista, blev singeln "Cold, Cold Heart" en mindre hit i Storbritannien. Det tog sedan fem år innan den folkmusik-inspirerade skivan "Breathe" släpptes på Arista 1996. Två år efter plattan släpptes blev låten "Breathe" en hit i några länder i Europa. Den låg etta på singellistan i både Italien och Österrike, då den var med i en reklamfilm för Swatch. 
Ure arbetade sedan med filmmusik till två av den amerikanska regissören Richard Schenkmans långfilmer, "Went To Coney Island On A Mission From God... Be Back By Five" och "October 22". I september 2000 släpptes femte soloplattan "Move Me". Året därpå släppte Ure samlingsskivan "Little Orphans" på sin egen webbplats. Den innehöll bland annat låten "Personal Heaven" som han sjöng tillsammans med Heaven 17-sångaren Glenn Gregory, samt två låtar han spelat in med tidigare Japan-medlemmarna Steve Jansen, Richard Barbieri, och Mick Karn.
2004 släppte han sin självbiografi "If I Was...The Autobiography".
I samband med det så kallade G8-mötet i juli 2005 i Skottland anordnade Ure tillsammans med Geldof en serie konserter med samlingsnamnet Live 8. Avsikten var att rikta uppmärksamheten hos deltagarna i konferensen mot världens fattigdom.
2005 fick Midge Ure motta "OBE" - Officer of the Order of the British Empire - för sina insatser inom musik och välgörenhet. Ure hade länge funderat på att göra en coverplatta, och när skrivkrampen var som värst passade han på att ge ut "10" 2008, som innehåller tio covers, bland annat låtar av Burt Bacharach och David Bowie.

### Återförening med Ultravox och fortsatt solokarriär
2009 turnerade åter Ultravox med den klassiska uppsättningen Billy Currie, Warren Cann och Chris Cross. De fyra hade inte spelat tillsammans sedan Live Aid-galan 1985. Efter en turné med flera spelningar i bland annat Sverige, släpptes skivan "Brilliant" 2012 med efterföljande turné.  
2014 släppte Ure soloskivan "Fragile", där några låtar handlar om hans kamp mot sin alkoholism.
I december 2017 släpptes "Orchestrated", som innehöll både nyinspelningar med Ultravox och sololåtar tillsammans med symfoniorkester.
Ure bor i Bath i England och han har fyra döttrar.

## Diskografi

### Soloalbum
- The Gift (1986)
- Answers to Nothing (1988)
- Pure (1991)
- Breathe (1996)
- Move Me (2000)
- Little Orphans (2001) (Samling med outgivna låtar)
- 10 (2008) (Coverplatta)
- Fragile (2014)
- Orchestrated (2017)

### Övriga Inspelningar (urval)
- No Regrets (1982) (Tom Rush-cover, singel)
- The Man Who Sold The World (1982) (David Bowie-cover, "Party Party", filmmusik)
- After A Fashion (1983) (Singel med Mick Karn)
- Come the Day (1990) (Class of 1999, filmmusik)
- Baby Little One (1998) (Lullabies With A Difference, samling m.olika artister)
- Something To Remind Me (2003) (Jam & Spoon, Tripomatic Fairytales 3003 CD)
- Personal Heaven (2007) (X-Perience & Midge Ure, CD-Singel)
- Smile (2008) (Andy Hunter, Colour CD)
- Let It Rise (2010) (Schiller, Atemlos CD)
- Taking Back My Time (2014) (Stephen Emmer, International Blue CD)
- Endless Moments (2014) (Lichtmond, 3: Days Of Eternity CD)
- Pure (2015) (endast text, musik, gitarr - Conchita CD)
- Touching Hearts And Skies (2016) ("Fly: Songs Inspired By The Film Eddie The Eagle" CD)
- Glorious (2017) (Rusty Egan, Welcome To the Dancefloor CD)

## Band Midge Ure varit med i
- Slik
- Rich Kids
- Thin Lizzy Livemedlem
- Visage
- Ultravox
- Band Aid